# ASF Produktion
ASF Produktion (tidigare Askims Spelförening) var en förening från Göteborg vars främsta intresseområden låg inom interaktiv kultur, rollspel och friform. ASF Produktion gav också ut den första boken om friformsrollspel i Sverige, Från Atlantis till Blekinge. Föreningen ASF anordnade arrangemang inom rollspel från mitten av 1990-talet till 2005.